# Graphogonalia obversa
Graphogonalia obversa är en insektsart som beskrevs av Young 1977. Graphogonalia obversa ingår i släktet Graphogonalia och familjen dvärgstritar. Inga underarter finns listade i Catalogue of Life.